# Lago Lungerersee
O Lago Lungerersee é um lago natural adaptado em reservatório e localiza-se no cantão de Obwalden, na Suíça.
Este lago fica alojado junto à aldeia de Lungern e seus distritos Kaiserstuhl Bürglen e Obsee.